# Antoine de Chandieu
Antoine de Chandieu (1534 - 1591), de la Maison de La Roche Chandieu, baron de Chandieu et d'autres lieux, fut pasteur protestant, diplomate et militaire ; il est l'auteur de poèmes religieux.

## Vie
Fils de Guy de la Roche-Chandieu et de Claudine du Molard de Chabottes, Antoine de Chandieu est né vers 1534 à Chabottes, dans le Mâconnais. Il fait des études de droit à Toulouse.
Il est le frère de Bertrand de Chandieu, né avant 1533, mort à la bataille de Dreux, le 19 décembre 1562. Bertrand de Chandieu est surtout connu pour avoir participé à la conjuration d'Amboise et attaqué le 17 mars 1560 la porte de Bons-Hommes d'Amboise.
Tous les deux avaient faits leurs études à Toulouse.
Il rencontre Calvin et se convertit à la religion protestante. À 22 ans, il reçoit la charge de pasteur à Paris puis deviendra aumônier et ambassadeur de la cour de Navarre.Il prépare les articles qui sortiront du premier synode national de l'église reformée de France.
Il envoie, avec Jean Calvin et François Morel un message à Antoine de Bourbon pour qu'il prenne ses responsabilités envers la religion réformée. Il va aller, avec François Morel, trouver Antoine dans son château de Vendôme début aout 1559.
Quand éclatent les guerres de religion, il s'enfuit à Orléans, où il préside un synode protestant (1562). Dans son Traicté de la discipline et police chrestienne publié la même année, il s'oppose aux idées démocratiques de Jean Morély.
Il épouse Françoise de Félins, dame de Folluère, en 1563. Obligé de fuir la France, il se fixe à Genève, puis à Lausanne où il donna un cours de théologie de 1573 à 1579, polémiquant contre les jésuites et les luthériens. Il fuit une épidémie de peste et se retira à Aubonne. Dans ses sermons, il défendait un calvinisme classique ("scolastique réformée"), en mettant l'accent sur l'austérité, les vertus militaires et l'esprit d'économie.
Il est rappelé en France par Henri IV et fonctionna comme maître de camp à la bataille de Coutras en 1587. Le roi l'envoie en mission auprès des cantons protestants de la Suisse (1588), ce qui l'amène à revenir à Genève et à participer à la guerre contre la Savoie (1589). Il acquiert alors la bourgeoisie de Genève. Il entre dans la compagnie des pasteurs et enseigne l'hébreu biblique à l'Académie de Genève.
Il meurt le 23 février 1591, sans être revenu formellement à la religion catholique, bien qu'il en ait manifesté l'intention dans une lettre adressée au père de saint François de Sales (également nommé François, seigneur de Sales, de Boisy et de Nouvel, près de Genève), récemment éditée, où Chandieu exprime son désaccord avec la compagnie des pasteurs et son désir de revenir à la "pleiniere communion dedans l'Église romaine et apostolique de ses ancestres". Sa famille reste protestante. Le fils d'Antoine Chandieu servit comme ambassadeur d'Henri IV à Genève et commanda des troupes genevoises en guerre contre la Savoie.

## Œuvre
Sous son nom et ceux de Sadeel et Zamariel, Chandieu a publié une vingtaine d'opuscules de controverse et d'histoire, ainsi que des poèmes religieux, de 1563 à 1590, que son fils Jean a réunis en un volume en 1592. Il est tout particulièrement connu pour ses palinodies, réponses au Discours sur les misères du monde de Ronsard, et pour ses Octonaires sur la Vanité et Inconstance du Monde. Une vingtaine de ces octonaires ont été mis en musique par Paschal de L'Estocart vers la fin du XVIe siècle, et près d'une trentaine par Claude Le Jeune au début du XVIIe siècle. 
Il est possible que Chandieu soit aussi l'auteur d'une tragicomédie publiée vers 1561 sous le nom de « A. de la Croix », qui a pour sujet « Nabuchodonosor et les Trois dans la Fournaise ». En effet, il a une fois signé « La Croix » une lettre adressée à Jean Calvin.

### Extrait: «Quand on arrêtera la course…»
Quand on arrêtera la course coutumière
Du grand courrier des cieux qui porte la lumière,
Quand on arrêtera l'an qui roule toujours
Sur un char attelé de mois, d'heures, de jours,
Quand on arrêtera l'armée vagabonde
Qui va courant la nuit par le vide des cieux,
Décochant contre nous les longs traits de ses yeux,
Lors on arrêtera l'inconstance du Monde.

## Discographie
Voir la discographie de Paschal de L'Estocart et celle de Claude Le Jeune, qui ont mis ses Octonaires en musique.

## Biographie
- Le ministre Antoine de Chandieu d'après son journal autographe inédit 1534-1591, éd. Auguste Bernus, Paris 1889 (= extrait du t. 37, 1888, du Bulletin historique et littéraire publié par la Société de l'histoire du protestantisme français ; ne mentionne pas la conversion/abjuration sur son lit de mort)

## Rayonnement
L'œuvre littéraire de Chandieu continue d'être étudiée et publiée.
Les villes de Genève et de Lausanne ont dédié une rue à Antoine de Chandieu.